# HD45677
FS Великого Пса (FS CMa, HD45677) — змінна хімічно пекулярна зоря спектрального класу B2.
Розташована на відстані близько 1156,6 світлових років від Сонця.

## Пекулярний хімічний вміст
Зоряна атмосфера HD45677 має підвищений вміст 
He.

## Магнітне поле
Спектр даної зорі вказує на наявність магнітного поля у її зоряній атмосфері.
Напруженість повздовжної компоненти поля оціненої з аналізу наявних ліній металів
становить 372,8± 736,2 Гаус.